# Arabeska
Arabeska je v likovni umetnosti okrasek v obliki realistično upodobljene rastlinske vitice, prepletene z listjem in živalskimi ali geometrijskimi vzorci. Izraz arabeska izhaja bodisi iz italijanske besede arabo (arabski), bodisi iz besede moresque (mavrski), razlage so različne in se pojavljajo še danes. Grove Dictionary of Art je najbolj jasen: »beseda arabeska se nanaša na rastlinski okras v islamski umetnosti«.
Motiv se pojavlja v islamski umetnosti od približno 9. stoletja dalje in v evropski dekorativni umetnosti od renesanse naprej. 
Islamske arabeske so se razvile iz poznoantičnih in bizantinskih tipov. Uporabljajo se z relativno malo spremembami od začetka islamske umetnosti (znameniti mozaiki iz 8. stoletja v Veliki mošeji v Damasku). Najpogosteje uporabljeni rastlini sta akant in trta. Cvetovi se pogosteje pojavljajo po letu 1500, še posebej v otomanski umetnosti in so pogosto prepoznavni po vrstah. Cvetlični okrasi verjetno izvirajo iz Kitajske.
Izraz je bil na Zahodu prvič uporabljen v italijanščini, kjer je beseda rabeschi uporabljena v 16. stoletju kot izraz za okraske iz akanta na grških stebrih (pilastrih). V Franciji se izraz arabesque prvič pojavi leta 1546, uporabljen pa je bil v drugi polovici 17. stoletja s pojavom grotesknih ornamentov. Arabeski slog je bil še posebej priljubljen in dolgoživ v umetnosti knjige: okraševanje platnic v zlatu, obrobe ilustracij, tiskani elementi za zapolnitev praznih prosotrov na listu. Majne motive v tem slogu konservativni oblikovalci knjig uporabljajo še danes.

## Osnovne oblike
Osnovne oblike arabeske so prikazane zgoraj. Ključni element je srčasta oblika, ki nastane iz 2 linij, ki se srečata z volutami na steblu, prikazano obarvano zeleno na sliki. V to jedro se dodaja poljubno število dodatnih volut, nad, pod ali na straneh. To je torej motiv, ki se lahko neskončno širi po površini vseh velikosti. Gre za okrasitev navadne pploskve, kar je glaven namen. Iz slike je razvidno, da je v 1. četrtini 1. stoletja našega štetja oblika prisotna na Ara Pacis (slika E), postavljena v Rimskem imperiju v času cesarja Avgusta, je v bistvu nespremenjena v primerjavi z vzorcem v apsidi mozaika San Clemente v Rimu iz okoli 1200 (slika C). Osnovna oblika je skoraj nespremenjena v vmesnih stoletjih in seveda še naprej v uporabi prek renesanse, pa vse do danes.

## Variante

### ”S”- oblika
Ključni element v obliki srca je včasih izpuščen, arabeske ima obliko "S" z volutami na koncih, običajno nastopa v parih, ki se srečujejo, kot so mozaiki v zakladnici Velike mošeje v Damasku, bizantinsko delo iz 7. stoletja.

### ”U” - oblika
Tudi ta oblika se je pojavila v Damasku, in ima par volut obrnjen navznoter proti posodi. Obrazec se običajno uporablja samostojno in iz njega ne vzklijejo nadaljnje volute kot je to običajno primer pri obliki srca.

## Etimologija
Razumevanje etimologije besede je koristno pri razvozlavanju nejasnosti, ki obkrožajo njeno uporabo. Beseda arabeska je francoska, sposojena iz angleščine, sam francoski izraz pa izpeljan iz italijanske besede arabesco, ki se je prvič pojavil v italijanski književnosti v prvi polovici 16. stoletja. Knjiga "Opera nuova che insegna le donne cuscire ... laqual e intitolata esempio di raccammi (novo delo, ki uči ženske, kako šivati ... z naslovom "Vzorci vezenja"), objavljen v Benetkah leta 1530, vključuje "groppi moreschi e rabeschi"- mavrske vozle in arabeske. Italijanska beseda uporablja latinsko izpeljanko "inceptive" ali "inchoative" besedo, ki se konča "-esco", ki pomeni nek začetek, torej ferveo za vrelišče in fervesco za začne vreti. Uporaba te besede v renesančni Italiji jasno kaže, da je oblika zelo napačna, saj ima svoj začetek v "Arabiji" oziroma bizantinskem cesarstvu.

## Arabeska v islamski umetnosti
Zgodnja islamska umetnosti, na primer znameniti mozaiki iz 8. stoletja v Veliki mošeji v Damasku, pogosto vsebuje arabeskne vzorce. Najpogosteje uporabljajo rastline, stilizirane različice akanta, s poudarkom na listnatih oblikah in vinsko trto, z enakim poudarkom na zavitem steblu. Z arabesknimi vzorci so okrašeni tudi vsakdanji predmeti, kot so skodelice in posode. Razvoj teh oblik z značilnim islamskim tipom je dosegel popolnost do 11. stoletja (začetek v 8. ali 9. stoletju, v delu, kot je fasada Mshatta). V procesu razvoja so oblike rastlin postale večje, poenostavljene in stilizirane. Podrobno študijo islamskih oblik arabeske je začel Alois Riegl v svoji študiji Stilfragen: Grundlegungen zu einer Geschichte der Ornamentik (Problemi stila: temelji za zgodovino ornamenta) v letu 1893. Riegl izsledi formalistično kontinuiteto in razvoj dekorativne oblike rastlin iz starodavne egipčanske umetnosti in drugih starodavnih civilizacij Bližnjega vzhoda (Mezopotamska umetnost) preko klasičnega sveta islamske arabeske. Potrjena je bila njegova osnovna analiza razvoja vzorcev, ki jih kot širši nabor primerov poznamo danes. Jessica Rawson je pred kratkim razširila analizo s primerjavo s kitajsko umetnostjo, ki je Riegl ni zajel, sledeč številne elemente tradicionalne kitajske dekoracije. Gre za asimilacijo kitajskih motivov v perzijski umetnosti po invaziji Mongolov.
Trditve so pogoste v zvezi s teološkim pomenom arabeske ter njenim izvorom s posebnim islamskim pogledom na svet. Islamski svet o svojih namerah uporabe dekorativnih motivov ni zapustil dokumentacije. Obstajajo pa teorije na ljubiteljski ravni. Podobno velja za predlagane povezave med arabesko in arabskim znanjem geometrije. Niso vsi umetnostni zgodovinarji prepričani, da je bilo takšno znanje doseženo, ali da so ga potrebovali tisti, ki so ustvarjali arabeske, čeprav v nekaterih primerih obstajajo dokazi, da taka povezava obstaja. Matematika je bila potrebna za veliko bolj za razvoj geometrijskih vzorcev, ki so pogosto povezani z arabesko. Geometrijska dekoracija pogosto uporablja vzorce, ki so sestavljeni iz ravnih linij in pravih kotov, so pa jasno izpeljani kot celota iz ukrivljenih vzorcev arabeske. 
Mnogo arabesknih vzorcev izgine (ali so "pod", kot se pogosto zdi gledalcu) in se ne končajo na robu, tako se zdi, so neskončno razširljivi zunaj prostora, ki ga dejansko zasedajo. To je zagotovo posebnost islamske oblike, čeprav ne brez precedensa. Večina, vendar ne vse listno okrasje preteklih kultur, se je zaključilo na robu zasedenega prostora. Ti neskončno ponovljivi vzorci listja so zelo pogosti v sodobnem svetu na tapetah in tekstilu.
Značilno za zgodnje oblike je, da niso realistične; nobenih posebnih vrst rastlin, ki so na vzorcih, botanično ni mogoče določiti. Oblika lista je bila običajno vstran od stebla, kar pogosto imenujemo "pol-palmeta", poimenovana po daljni in zelo različno oblikovanem vzorcu v starem egipčanskem in grškem okrasju. Novo deblo izhaja iz listov, tip je pogosto imenovan kovačnik (Lonicera) in steblo pogosto nima oblike in se navija neskončno v prostor. Na zgodnji fasadi Mshatta je prepoznavna neke vrste vinska trta, s konvencionalnimi listi na koncu kratkih pecljev in grozdje ali jagodičje, vendar je kasnejše oblike več nimajo teh. Cvetovi so redki do okoli leta 1500, po katerem se pojavljajo pogosteje, še posebej v Osmanski umetnosti in so pogosto prepoznavni po vrstah. V Osmanski umetnosti je bilo veliko in pernato listje imenovane saz  zelo priljubljeno in so bile izdelane risbe, ki prikazujejo eno ali več velikih listov. Cvetlična dekoracija večinoma izvira iz kitajskih slogov, še posebej tistih iz kitajskega porcelana in nadomešča arabeske v mnogih oblikah izdelkov, kot so keramika, tekstil in miniature.
- Detajl iz starejše ženske galerije v prvem nadstropju Hagije Sofije v Carigradu
- Mozaiki na zakladnici Velike  mošeje v Damasku, 789, še vedno bizantinski slog
- Fasada Mshattav Jordaniji, sedaj v Pergamonovem muzeju, Berlin, okoli ?740
- Arabeska v Alhambri
- Velik arabeskni vzorec na kupoli mošeje šejka Lotfallaha, Isfahan, 17. st.
- Keramične ploščice v isti mošeji
- Robna dekoracija na otomanski miniaturi, zgodnje 16. st.
- Detajl perzijske preproge iz 16. st.

#### Pomen v islamu
Za arabeske in geometrične vzorce islamske umetnosti pogosto pravijo, da izhajajo iz islamskega pogleda na svet. Upodobitev živali in ljudi, ki ga na splošno odsvetujejo,  pojasnjuje prednost abstraktnih geometrijskih vzorcev. 
Obstajata dva načina za umetnost arabeske. Prvi opozarja na načela, ki urejajo vrstni red na svetu. Ta načela vključujejo gole osnove, kar naredi predmeti strukturno zvočne in posledično tudi lepe (tj koti in fiksne / statične oblike, ki jo ustvarjajo - paličje). V prvem načinu ima vsaka ponovitev geometrične oblike vgrajeno simboliko, ki ji je pripisana. Na primer, kvadrat, s svojimi štirimi enakostraničnimi stranicami, simbolizira elemente narave: zemlja, zrak, ogenj in voda. Brez enega od štirih, fizični svet predstavlja krog vpisan v kvadrat, ki bi propadel vase in prenehal obstajati. Drugi način temelji na naravi in rastlinskih oblikah. Ta način spominja na žensko naravo, ki daje življenje. Poleg tega, po pregledu številnih primerov arabeskne umetnosti, nekateri trdijo, da je v resnici tudi tretji način, način arabske kaligrafije.
Namesto da bi se sklicevali na realnost duhovnega sveta, islam meni da je  kaligrafija viden izraz najvišje umetnosti; umetnost govorjene besede (prenos misli in zgodovine). V islamu se najpomembnejši dokument, to je Koran, posreduje ustno. Pregovore in popolne odlomke iz Korana je danes mogoče videti v umetnosti arabeske. Predstavlja tretjo obliko ustvarjanja arabesk in je odraz enotnosti, ki izhaja iz raznolikosti; osnovno načelo islama.
Arabeske se lahko prav tako razume kot umetnost in znanost. Umetniški izdelek je hkrati matematično natančen, estetsko prijeten in simbolen. Zaradi te dvojnosti ustvarjanja, se lahko umetniški del te enačbe naprej deli na posvetne in verske umetnine. Vendar pa za mnoge muslimane ni razlike; vse oblike umetnosti, naravnega sveta, matematike in naravoslovja so stvaritve Boga in zato odsevajo isto stvar: Božja volja izražena skozi njegovo ustvarjanje. Z drugimi besedami, človek lahko odkrije geometrijske oblike, ki predstavljajo arabeske, vendar bodo ti vzorci vedno obstajali kot del Božjega stvarstva.
Obstaja velika podobnost med arabesknimi umetninami iz zelo različnih geografskih regij. V resnici so podobnosti tako izrazite, da je včasih težko tudi strokovnjakom povedati, od kod slog arabeske prihaja. Razlog za to je, da sta znanost in matematika, ki se uporabljata za izdelavo arabeske umetniško univerzalna. Zato je za večino muslimanov, najboljše umetniško delo, ki ga je človek lahko ustvaril, uporabno v mošeji, je umetnina, ki prikazuje osnovni red in enotnost narave. Red in enotnost materialnem svetu, menijo, je le pošasten približek duhovnega sveta, ki je za mnoge muslimane kraj, kjer obstaja edina prava realnost.
Umetnost arabeske je sestavljen iz niza ponavljajočih geometrijskih oblik, občasno skupaj s kaligrafijo. Ettinghausen in drugi opisujejo arabeske kot "rastlinsko zasnovo, ki jo sestavljajo polne ... in pol palmete, (kot) neskončen neprekinjen vzorec ... v katerem vsak list raste iz konice drugega«. Za privržence islama, je arabeska simbol njihove združene vere in način, na katerega tradicionalna islamska kultura gleda svet.

## Arabeska v evropski umetnosti
Izraz arabeska je bil na zahodu prvič uporabljen v Italiji, kjer je bil rabeschi uporabljen v 16. stoletju kot izraz za »okrasje pilastra, ki prikazujejo dekoracijo iz akanta« podrobneje, »tekoča spirala, ki je potekala navpično navzgor po plošči ali pilastru, namesto vodoravno skupaj frizom«. Od tam se je razširila v Anglijo na dvor Henrika VIII., kjer je Hans Holbein leta 1536 prekril skodelico za Jane Seymour z arabeskno/mavrskim slogom in klasičnimi akantovimi volutami. 
Drug izraz je mavrski. Randle Cotgrave je v A Dictionarie of the French and English Tongues leta 1611 to opredelil kot »nesramno ali antično risanje ali rezljanje, podobno neke vrste divjim listom«, in za arabesko, kot je v svoji prvi navedbi »Rebeske delo je majhno in nenavadno cvetlično«. V Franciji se arabeska prvič pojavi leta 1546, in je bila prvič uporabljena v drugi polovici 17. stoletja z grotesknimi ornamenti, »kljub klasičnemu poreklu slednjih«, še posebej, če ni bilo človeške figure v njih. 
V naslednjih stoletjih so trije izrazi: groteska, mavrske  in arabeske uporabljali predvsem v angleščini, francoščini in nemščini za sloge dekoracije, ki so izhajale vsaj toliko iz evropske preteklosti kot islamskega sveta. »Groteskno« postopoma pridobi sodoben pomen, bolj povezan z gotskimi grimasami in karikaturami, nadalje Pompeji slog v rimskem slikarstvu ali islamski vzorci. Beseda »arabeska« se je uporablja za islamsko umetnost, ki jo je najpozneje 1851, John Ruskin uporabil v knjigi The Stones of Venice. Avtorji so v zadnjih desetletjih poskušali rešiti pomembne razlike med besedami iz konfuznih zgodovinskih virov. 
Peter Furhring, specialist za zgodovino ornamenta pravi, da je (tudi v francoskem kontekstu:
 »Za ornament znan kot mavrski v petnajstem in šestnajstem stoletju (ampak zdaj bolj pogosto imenujemo arabeska) so značilni razcepni zvitki, sestavljeni iz vej, ki so prepletene z vzorci listja. Ti osnovni motivi so privedli do številnih različic. To je značilno za mavrski vzorec, ki je v bistvu površinski ornament, kjer je nemogoče najti začetek ali konec vzorca. ... S poreklom iz Bližnjega vzhoda, je prek Italije in Španije prišel v celinsko Evropo ... italijanski primeri tega ornamenta, ki je bil pogosto uporabljen za knjigoveštvo in vezenje, so znani že od poznega petnajstega stoletja.«
Mavrski vzorci ali arabeske so bili še posebej priljubljeni in so dolgo živeli v zahodni umetnosti v knjigah: vezava je okrašena v zlatu, prostora za ilustracije in tiskani okraski za okrasitev praznih prostorov na strani. Na tem področju je tehnika zlatenja v 15. stoletju prišla iz islamskega sveta in seveda veliko usnja, ki so ga od tam uvažali. Majni motivi v tem slogu so se med oblikovalci knjig obdržali do danes.

## Galerija
- Zasnova za pokal za Jane Seymour, Hans Holbein mlajši in delavnica, 1536, z okraski v arabesknem ali mavrskem slogu in klasičnimi akantusovimi volutami
- Arabeske ali movrski ornamenti, Peter Flötner ( 1546)
- Okvir z arabeskami ali mavrskim vzorcem, Peter Flötner
- Tiskan ornament z arabeskno/mavrskim vzorcem, Nemčija, 17. st.
- Francoski vrt zasajen v obliki arabeske v Vaux-le-Vicomte,
- Štukatura z arabesko v Ebersmunster, Alzacija, ?1740
- Napis v slogu arabeske

## Uporaba v literaturi
Izraz arabeska se redko uporablja v angleški književnosti zaradi zmede, ki je pogosto obstajala glede natančnega pomena. V Franciji pa izraz še vedno dobro razumejo v popularni kulturi in se je uporablja naslednjih pomenih v literaturi:  multiplier les arabesques dans sa signature (tj. podpis je bolj volutiran, z roko zavit) ...  La fumee decrivait dans le ciel d'elegantes arabesques (vrtinčenje dima). Francoski slovar Larousse samozavestno opredeljuje arabesko kot sinonim za "Spiralo". Pri pravilni uporabi angleščine je arabeska izraz za kompleksne prostoročne perorisbe ali druge grafične medije.

## Upodobitev v bizantinski umetnosti
Nekatere najbolj znane arabeske v bizantinski umetnosti so:
- Santa Maria Maggiore, Rim. mozaik v apsidi, okoli 432.
- San Clemente, Rim, mozaik v apsidi, okoli 1200.
- Lateran, Rim, kapela Sv. Rufinusa & Secundusa, mozaik v apsidi, 4. st.
- Mavzolej Galla Placidia, Ravena, mozaik v severni luneti, okoli 440.

## Moderna uporaba
Arabeska je vzorec dobro znan v sodobni kovaški industriji, kjer izdelujejo okrasne predmete iz kovanega železa: vrata, ograje, balustrade, zaščita za okna. Prav tako je arabeska  podlaga za vzorce na zidnih tapetah. Nekatere bolj fantastične slike Van Gogha kažejo oblake in ozadja obliki arabeske.